# سيمون ويسلي
السير سيمون تشارلز ويسلي FMedSci FRS (زمالة أكاديمية العلوم الطبية وزمالة الجمعية الملكية) (من مواليد 23 ديسمبر 1956) هو طبيب نفسي بريطاني. وهو الأستاذ الملكي للطب النفسي في معهد الطب النفسي، كلية كينجز في لندن ورئيس قسم الطب النفسي، ونائب العميد للطب النفسي الأكاديمي، والتدريس والتدريب في معهد الطب النفسي، وكذلك مدير المركز الملكي لأبحاث الصحة العسكرية. وهو أيضًا استشاري الطب النفسي الفخري في مستشفى كلية كينجز ومستشفى مودزلي، بالإضافة إلى أنه مستشار مدني في الطب النفسي للجيش البريطاني. حصل على وسام عام 2013 مع مرتبة الشرف في العام الجديد لخدمات الرعاية الصحية العسكرية والطب النفسي. من 2014 إلى 2017، انتخب رئيسًا للكلية الملكية للأطباء النفسيين.

## التدريب
بعد التحاقه بمدرسة الملك إدوارد السابع في شيفيلد من 1968 إلى 1975، درس ويسلي في ترينيتي هول، كامبريدج (بكالوريوس 1978)، والكلية الجامعية في أكسفورد (بكالوريوس في الطب والجراحة 1981)، وكلية لندن للصحة والطب الاستوائي (ماجستير 1989). في عام 1993 منحته جامعة لندن درجة الدكتوراه في الطب.
أكمل ويسلي مناوباته الطبية في نيوكاسل. بعد حصوله على العضوية الطبية درس الطب النفسي (اهتمامه الأساسي) في مودزلي في عام 1984. كانت أطروحة الدكتوراه الخاصة به في عام 1993 حول العلاقة بين الجريمة والفصام. تضمنت دراسات ما بعد الدكتوراه عامًا في المستشفى الوطني لطب الأعصاب وجراحة الأعصاب وسنة في دراسة علم الأوبئة في كلية لندن للصحة والطب الاستوائي. في عام 1999، انتخب زميلًا لأكاديمية المملكة المتحدة للعلوم الطبية (FMedSci).
تكمن اهتمامات ويسلي البحثية الرئيسية في المناطق الرمادية بين الطب والطب النفسي وعلم الأوبئة الإكلينيكي والصحة العسكرية. كانت أول ورقة بحثية له بعنوان الخرف والسيدة تاتشر، ومنذ ذلك الحين نشر أكثر من 600 ورقة بحثية حول مواضيع تشمل علم الأوبئة، واضطراب ما بعد الصدمة، والطب والقانون، وتاريخ الطب النفسي، والألم المزمن، والجسدنة (عملية تحويل المشاعر والاضطرابات النفسية إلى أعراض جسدية)، ومتلازمة حرب الخليج، والإرهاب الكيميائي والبيولوجي، وإيذاء النفس المتعمد. وقد نشر على نطاق واسع حول جوانب متلازمة الإجهاد المزمن، بما في ذلك المسببات المرضية والتاريخ وعلم النفس وعلم المناعة وعلم الاجتماع وعلم الأوبئة والعلاج.

## العمل على متلازمة الإجهاد المزمن
في السنوات الأولى بعد إدخال تشخيص متلازمة الإجهاد المزمن، غالبًا ما جرى الاستهزاء بالحالة في وسائل الإعلام، على سبيل المثال وصفها بأنها (إنفلونزا اليوبي). تحقق ويسلي وزملاؤه من أن هذه الصورة النمطية كانت غير دقيقة، وأثبتوا وجود ارتباط بين الخلل الوظيفي اللاإرادي ومتلازمة الإجهاد المزمن وقدموا بيانات موثوقة عن انتشار متلازمة الإجهاد المزمن في المجتمع، ما يدل على أنها أصبحت مشكلة صحية عامة مهمة. تضمنت الأعمال الأخرى على متلازمة الإجهاد المزمن تطوير أدوات قياس جديدة، إثبات عدم وجود علاقة بين فرط التهوية و متلازمة الإجهاد المزمن، اكتشاف مشاركة الغدد الصماء في متلازمة الإجهاد المزمن والتي تختلف عن الاكتئاب وأن بعض أمراض الاكتئاب السابقة كانت مرتبطة على الأرجح بالحالة.
طور ويسلي وزملاؤه، باستخدام التجارب المعشاة ذات الشواهد ودراسات المتابعة، استراتيجية إعادة تأهيل للمرضى الذين شاركوا في العلاج السلوكي المعرفي والتمارين الرياضية المتدرجة، والتي يزعم أنها فعالة في الحد من أعراض متلازمة الإجهاد المزمن (حالة تفتقر إلى علاج معين أو علاج ناجح بشكل لا لبس فيه) في المرضى المتنقلين (غير المصابين بشدة). نظرت دراسات أخرى في الآراء المهنية والشائعة حول متلازمة الإجهاد المزمن، والضعف العصبي النفسي في متلازمة الإجهاد المزمن، وتنشيط السيتوكين في المرض. تتضمن بعض أعماله المكتوبة الأخرى تاريخًا لمتلازمة الإجهاد المزمن، العديد من المراجعات، وشارك في تأليف كتاب 1998 الإجهاد المزمن ومتلازماته. كما أنشأ أول برنامج للخدمات الصحية الوطنية مخصص فقط للمرضى الذين يعانون من متلازمة الإجهاد المزمن، ويواصل تقديم العلاج المستمر للمرضى في مستشفى كلية كينجز.
يعتقد ويسلي أن متلازمة الإجهاد المزمن بشكل عام لها بعض العوامل العضوية، مثل الفيروسات، ولكن دور العوامل النفسية والاجتماعية أكثر أهمية في استمرار المرض، والمعروف باسم النموذج السلوكي المعرفي لمتلازمة الإجهاد المزمن، وأن العلاجات التي تتمحور حول هذه العوامل يمكن أن تكون فعالة. ويصف النموذج السلوكي المعرفي على النحو التالي: وفقًا للنموذج، فإن أعراض وعجز متلازمة الإجهاد المزمن تستدام في الغالب من خلال معتقدات مرضية مختلة وسلوكيات تأقلم خاطئة. تتفاعل هذه المعتقدات والسلوكيات مع الحالة العاطفية والفسيولوجية للمريض والوضع الشخصي لتشكيل دوائر مفرغة دائمة من الإجهاد والعجز ... يشجع المريض على التفكير في المرض على أنه مرض حقيقي، ولكن يمكن علاجه، على عكس ما يفعله عدد كبير من المرضى الذين يعتقدون أن المرض مستمر وغير قابل للعلاج.
في مقابلة مع المجلة الطبية البريطانية، قال ويسلي إنه على الرغم من أن الفيروسات والالتهابات الأخرى متورطة بشكل واضح في بدء ظهور متلازمة الإجهاد المزمن، لن نقوم بالمزيد والمزيد من الاختبارات لمعرفة ما هو الفيروس المسبب، لأنه بصراحة، حتى لو وجدناه، لا يوجد شيء سنفعله حيال ذلك. نحن في مجال إعادة التأهيل. استخدم تشبيهًا بحادث اصطدام وهرب، حيث لا يساعد اكتشاف الشركة المصنعة أو لوحة أرقام السيارة التي قامت بالاصطدام الطبيب في محاولة إصلاح الإصابة.
وتعليقًا على ورقة علمية تم سحبها الآن والتي ذكرت أن فيروس XMRV عثر عليه في ثلثي مرضى متلازمة الإجهاد المزمن، قال ويسلي إن هذا البحث فشل في نموذج الدور الذي قد تلعبه إساءة معاملة الأطفال والعوامل النفسية والالتهابات الأخرى في المرض.

### المعارضة والنقد
في مقابلة نشرتها مجلة The Lancet، ناقش ويسلي الجدل المتعلق بعمله حول متلازمة حرب الخليج ومتلازمة الإجهاد المزمن. بعد فوات الأوان، صرح أنه كان حريصًا على النشر، وكان من الممكن أن يكون أكثر دبلوماسية، وهو الآن أفضل في التعامل مع الجدل. وقد وُصِف بأنه كان أكثر طبيب مكروه في بريطانيا وأحد أكثر الأطباء النفسيين احترامًا في بريطانيا اليوم.
على الرغم من أن ويسلي درس العلامات الجسدية، ويوافق إمكانية وجود أساس بيولوجي لمتلازمة الإجهاد المزمن، لكنه ليس واثقًا من هذا الأساس، وما يزال متشككًا. وقد اقترح أيضًا أن المدافعين لا يحفزهم التعطش النزيه للمعرفة بقدر ما هو الدافع وراء الرغبة العارمة في التخلص من الأطباء النفسيين من منطقة متلازمة الإجهاد المزمن، على الرغم من نشره لنفسه بحثًا خلص إلى أن الصورة النمطية لمن يعانون من متلازمة الإجهاد المزمن كباحثين عن المثالية مع مواقف سلبية تجاه الطب النفسي، لكن البحث لم يدعم. عندما سئل عن المرضى طريحي الفراش المتأثرين بشدة، قال ويسلي: في هذا النوع من الإعاقة، تكون العوامل النفسية مهمة ولا يهمني كيف تجعلني هذه العبارة غير محبوبًا.
انتقد مالكولم هوبر، والكونتيسة مار، وآخرون ويسلي بشدة. في مقال نشر عام 2002 عن متلازمة الإجهاد المزمن، وصفت صحيفة الغارديان انتقادات مجموعة واحدة من المرضى بأنها ثأر. صرح ويسلي مرارًا وتكرارًا أنه تعرض للعديد من التهديدات ومحاولات التهجم بشكل شخصي، وأن أناس مسلحين قد وجهوا تهديدات إلى حياته. قال ويسلي: إنها حملة شرسة لا هوادة فيها وشريرة مصممة من أجل الإيذاء والترهيب ... لعدة سنوات حتى الآن تم فحص بريدي باستمرار بالأشعة السينية. لدي هواتف للاتصال السريع وأزرار الذعر بناء على طلب الشرطة وأتلقى إحاطة منتظمة حول سلامتي وتهديدات محددة. تخلى ويسلي عن أبحاثه حول متلازمة الإجهاد المزمن في حوالي عام 2001، واعتبارًا من عام 2011 كان عمله السريري مع أفراد القوات المسلحة؛ قال: أنا الآن أذهب إلى العراق وأفغانستان، حيث أشعر بأمان أكبر.